# Apophylia mauritanica
Apophylia mauritanica es un coleóptero de la familia Chrysomelidae.
Fue descrita científicamente por primera vez en 1944 por Pic.